# Stig Hermansson

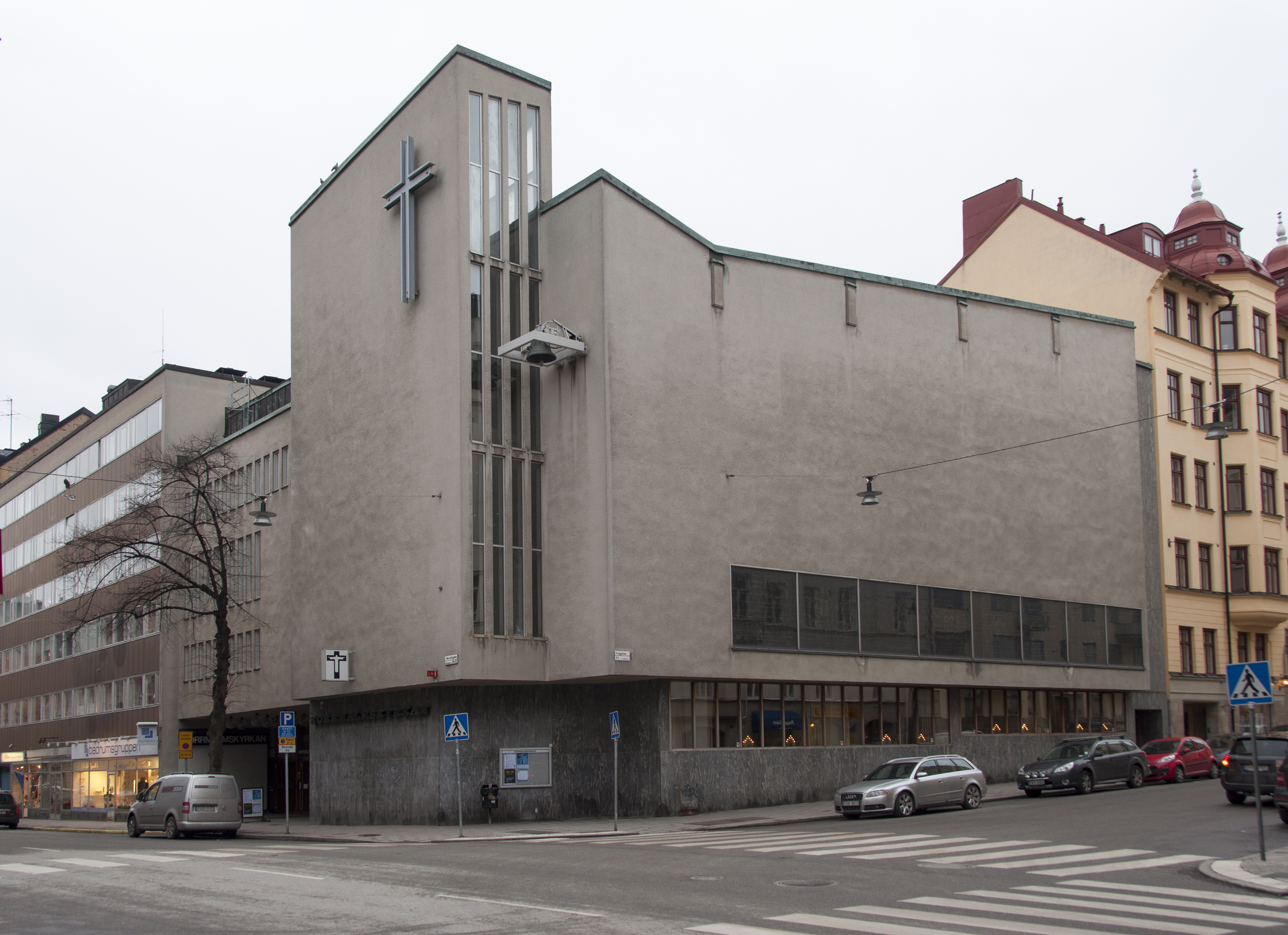
Norrmalmskyrkan.

Stig Ruben Hermansson, född 1 december 1923 i Stockholm, död 26 mars 2000, var en svensk arkitekt.
Efter studentexamen 1942 studerade han vid Kungliga tekniska högskolan till 1949. Han var anställd hos KTH:s byggnadskommitté 1948. Han verkade som stadsarkitekt i Lidköping 1952–1958. Från 1956 drev han egen arkitektverksamhet i Stockholm och Lidköping tillsammans med Bengt S Carlberg. Tillsammans ritade de bland annat Norrmalmskyrkan (1964) i Stockholm och Sankt Sigfrids kyrka (1965)  och S:ta Maria kyrka (1976)  i Lidköping.